# Exphora similis
Exphora similis är en insektsart som beskrevs av Synave 1966. Exphora similis ingår i släktet Exphora och familjen Nogodinidae. Inga underarter finns listade i Catalogue of Life.